# Second Suite in F for Military Band
Die Second Suite in F for Military Band (op. 28, No. 2; deutsch ‚Zweite Suite in F für Militärkapelle‘) ist Gustav Holsts zweite und letzte Suite für Concert Band. Obwohl sie seltener als die First Suite aufgeführt wird, gehört sie immer noch zum Standard-Bandrepertoire. Die Second Suite, komponiert 1911 und zuerst veröffentlicht 1922, gewidmet James Causley Windram, ist länger und schwieriger zu spielen als ihre Schwestersuite.
Während Holsts früher Jahre als Komponist war er (wie viele Komponisten zu der Zeit) an Folk interessiert und schrieb viele auf Folkmusik basierende Stücke. 1909 lieferte er Klavierbegleitungen zu 16 von George Gardiner gesammelten Liedern zur Veröffentlichung in Folk Songs from Hampshire, ein Band in Cecil Sharps Serie County Songs. Er wurde von ihnen mitgerissen und integrierte mehrere in diese Suite (später verfasste er Chorarrangements einiger Songs, darunter auch einzelne, die er in der Suite bereits genutzt hat). Sein Zeitgenosse und Freund Ralph Vaughan Williams stützte später seine eigene English Folk Song Suite auf englische Folk Songs. Sieben traditionelle Stücke sind in den vier Sätzen von Holsts zweiter Suite enthalten.
Es existieren verschiedene Fassungen des Werkes, die jüngste von Boosey & Hawkes (1984), editiert von Colin Mathews. In den 1940ern arrangierte Gordon Jacob es für ein komplettes Orchester unter dem Titel „A Hampshire Suite“.

## Instrumentation
Das Werk ist für eine Standard-Militärkapelle des frühen 20. Jahrhunderts gesetzt.
| Holzbläser: Flöte/Piccolo in Des Flöte/Piccolo in C Oboe Klarinette in Es 3 Klarinetten in B Altklarinette in Es Bassklarinette in B 2 Fagotte Sopransaxophon in B Altsaxophon in Es Tenorsaxophon in B Baritonsaxophon in Es Basssaxophon/Kontrabassklarinette in B | Blechbläser: 2 Kornette in B 2 Trompeten in B 4 Hörner in Es 2 Tenorposaunen Bassposaune Euphonium in B Tuba/Kontrabass Percussion: Kleine Trommel Große Trommel Becken Triangel Tamburin Amboss |

## Struktur
Die Second Suite besteht aus vier Sätzen, die alle auf Englischen Folksongs basieren.

### I. Satz:March: Morris dance, Swansea Town, Claudy Banks
Der „March“ der Second Suite in F-Dur beginnt mit einem simplen, aus fünf Noten bestehenden Tonleiter-Motiv, im Wechsel von den tiefen und hohen Instrumenten der Band gespielt. Der erste Folksong ist in Form eines traditionellen, von einem britischen Blechbläserensemble gespielten, Marsches zu hören, der die Melodie „Glorishears“ nutzt. Nach einem kurzen Höhepunkt beginnt der zweite Abschnitt mit einem Euphonium, das solistisch die zweite Folkmelodie in der Suite, „Swansea Town“, spielt. Das Thema wird von der kompletten Band wiederholt, bevor das Trio kommt. Für dieses moduliert Holst zu der eher unkonventionellen moll-Subdominante b-Moll und wechselt die Taktart zu 6⁄8 (in der traditionellen Marschform moduliert man üblicherweise zur Subdominante in Dur. Obwohl auch z. B. Sousa manchmal die Taktarten für das Trio ändert (insbesondere in „El Capitan“), war dies nicht üblich). Das Trio-Thema, „Claudy Banks“ genannt, ist von den Holzbläsern (Klarinetten in tiefer Lage, Alt- und Tenorsaxophon) zu hören, wie in der Standard-Marschorchestrierung. Dann wird der erste Teil wiederholt, da capo.

### II. Satz:Song Without Words, „I’ll Love My Love“
Holst verfasst den vierten Folksong, „I’ll Love My Love“ in einem starken Kontrast zum ersten Satz. Der zweite Satz (Vorzeichnung f-moll) beginnt mit der Bordunquinte (Waldhörner, tiefes Holz) und wechselt über eine fließende Begleitung in f-dorisch in ein gemeinsames Solo von Klarinette und Oboe. Dann wird das Solo vom Kornett wiederholt, einen Bogen der Intensität formend. Der Höhepunkt des Stücks ist eine Fermate in Takt 32, gefolgt von einem Kornettauftakt, der in die finalen Takte des Satzes mündet.

### III. Satz:Song of the Blacksmith
Holst kontrastiert den langsamen zweiten Satz zu dem eher optimistischen dritten Satz, in welchem der Folksong „A Blacksmith Courted Me“ vorkommt. Die Blechbläser spielen in einem pointillistischen Stil, welcher einen späteren Stil Holsts darstellt. Es gibt viele Taktartwechsel (4⁄4 zu 3⁄4), die den Satz zunehmend schwieriger machen, weil die Blechbläser all ihre Begleitung auf den Auftakten eines jeden Taktes haben. Die hohen Holzbläser und Hörner schließen sich der Melodie an und werden vom Klang eines Amboss’ begleitet. Der am Schluss ertönende D-Dur-Akkord hat eine eindrucksvolle Wirkung, die den Weg zum Finalsatz ebnet. Dieser Akkord ist wahrscheinlich so wirkungsvoll, weil er unerwartet ist: Der gesamte Satz steht in F-Dur und plötzlich erfolgt eine Rückung der Musik ins Dur der parallelen Molltonart.

### IV. Satz:Fantasia on the Dargason
Dieser Satz basiert auf keinem Folksong, sondern nutzt zwei Melodien aus Playfords The Dancing Master von 1651. Das Finale der Suite beginnt mit den Unisono-Soli von Altklarinette und Alt- sowie Tenorsaxophon, welche auf dem Folksong „Dargason“ basieren, einem englischen Tanz aus dem 16. Jahrhundert, der in der ersten Version des „Dancing Master“ enthalten war. Die Fantasie wird, die ganze Besetzung der Band ausschöpfend, durch verschiedene Variationen fortgeführt. Der finale Folksong, Greensleeves, ist clever in die Fantasie verwoben. Dies geschieht durch den Gebrauch von Hemiolen, während sich der Dargason im 6⁄8- und Greensleeves im 3⁄4-Takt befindet. Auf dem Höhepunkt des Satzes werden die konkurrierenden Themen in konkurrierenden Sektionen angeordnet. Als der Satz zu Ende geht, bildet ein Duett zwischen Tuba und Piccoloflöte eine Rückkehr zum Beginn der Suite mit einem Wettstreit zwischen hohen und tiefen Lagen.
Der Name „Dargason“ kommt eventuell von einer irischen Legende, die von einem Monster erzählt, das einem großen Bären ähnelt (obwohl viele der Beschreibungen der Kreatur über die Zeit verloren gingen). Dieser Dargason quälte die irische Landschaft. Während des irischen Aufstandes im späten 18. Jahrhundert, so wird vermutet, hat der Dargason ein britisches Lager attackiert und zahlreiche Soldaten getötet. Abgesehen von dieser Sage, ist „Dargason“ wahrscheinlich aus einem angelsächsischen Wort für Zwerg oder Fee (dwarf/fairy) entstanden. Die Melodie wurde mindestens seit dem 16. Jahrhundert für englisch (oder walisisch) gehalten. Sie ist auch bekannt als „Sedony“ (oder Sedany) oder „Welsh Sedony“.
Später hat Holst diesen Satz – neu arrangiert und für Streichorchester orchestriert – als Schlusssatz seiner St Paul’s Suite (1912) wiederverwendet.